# Гимарайнс Бильер, Эвертон Луис
Эвертон Луис Гимарайнс Бильер (порт.-браз. Everton Luiz Guimarães Bilher; 24 мая 1988, Порту-Алегри) — бразильский футболист, полузащитник клуба «Беверен».

## Карьера
Эвертон начал карьеру в «Понте-Прете». Он играл за «Палмейрас B», «Марилию», «Брагантино», КРБ, «Сан-Луис» и «Крисиуму».
Летом 2013 года он переехал в «Лугано». Он играл один сезон в клубе, где он играл 29 матчей во всех соревнованиях забил три гола.
Летом 2014 года он переехал в «Санкт-Галлен».
6 января 2016 года Эвертон перешёл в «Партизан» (Белград). Сумма трансфера составила примерно 350 тыс. евро. 16 апреля 2016 года Эвертон Луис забил гол с 35 метров на стадионе «Райко Митич» в «Вечном дерби» против «Црвены звезды».
19 января 2018 года Эвертон Луис перешёл в итальянский СПАЛ, подписав контракт до лета 2020 года с опцией продления ещё на один год.
7 января 2019 года Эвертон Луис был взят в аренду клубом MLS «Реал Солт-Лейк» на один год. В главной лиге США дебютировал 2 марта 2019 года в матче стартового тура сезона против «Хьюстон Динамо». По окончании сезона 2019 американский клуб выкупил бразильского полузащитника. По окончании сезона 2021 срок контракта Эвертона Луиса с «Реал Солт-Лейк» истёк, но 29 января 2022 года клуб подписал с игроком новый однолетний контракт.
10 июля 2022 года Эвертон Луис перешёл в клуб бельгийской Челленджер-про-лиги «Беверен», подписав контракт на один сезон.

## Достижения
«КРБ»
- Чемпион штата Алагоас (1): 2012

«Партизан»
- Обладатель Кубка Сербии (1): 2015/16